# Pavel ze Zdounek a Týnce
Pavel ze Zdounek a Týnce, též Pavel z Holštejna, byl moravský pán, který byl nejstarším synem Voka I. z Holštejna.
První písemná zmínka pochází z roku 1358, kdy zemřel jeho otec a Pavel z Holštejna získal dědictvím tvrz ve Zdounkách, po které se psal. Během svého života však kupoval i jiné majetky na Moravě. Roku 1360 prodal se svými bratry hrad Rabštejn, Dukovany a Dubňany s lesem jistému Reinwaldovi, který byl manželem jejich sestry Doroty. Před rokem 1368 koupil Pavel hrad Týnec, po kterém začal užívat svůj predikát. Roku 1368 se uvádí jeho manželka Markéta ze Zezína. Jako významná osobnost se Pavel účastnil jako přísedící soudů, kde se spolu se svými bratry uváděl s predikátem "z Holštejna." Naposledy se v listinách uvádí 17. března 1374. 
Pavel po sobě zanechal syna Viléma, který ho však přežil jen o čtyři roky, aniž měl potomků. Vzhledem k tomu, že Vilém roku 1376 stačil uzavřít spolek se svým strýcem Vokem II., zůstal majetek v rukách pánů z Holštejna. 